# Lee Daniels
Lee Daniels (n. 24 decembrie 1959, Pennsylvania, SUA) este un regizor și producător american de film, cunoscut pentru filme precum Precious (nominalizat la șase premii Oscar, inclusiv Cel mai bun regizor) și Majordomul (2013) și serialul Empire (2015).